# Leuciacria
Leuciacria es un género  de mariposas de la familia Pieridae. Se encuentra en Papúa Nueva Guinea.

## Especies
- Leuciacria acuta Rothschild & Jordan, 1905
- Leuciacria olivei Müller, C, 1999